# DASEIN
DASEIN（ダーザイン）は、JOE（Drums）とRicky（Vocal）からなる日本のロックユニットである。2004年1月7日に解散したが、デビュー10年目を迎える2010年3月24日にマキシシングルを発売、同年4月10日に復活ライブを行っている。

## 概要
腰の椎間板ヘルニアの悪化でSEX MACHINEGUNSからの脱退を余儀なくされたJOE（SPEED STAR SYPAN JOE）が、リハビリと同時進行で新プロジェクトを模索。その中でRickyと運命的な出会いを果たしてDASEINを2000年に結成。翌2001年メジャー・デビュー。
「HYPER BEAT ROCK」という新たなジャンルを確立。ドラマーとボーカリスト、そして打ち込みシンセのみによって構成される異色のバンドだが、後期になるにつれて生音ギターやベースの割合は増し、ライブではベースのジェロニモ、タンバリンは元Kneuklid RomanceのTAKUYUMMY、ギターはSCOTTIEがヘルプで演奏していた。
多くの楽曲にドラムソロが含まれるのが特徴。歌詞に百人一首に出てくるフレーズを織り交ぜた曲もある。
「DASEIN」とは、ドイツ語で「そこにいる」の意味だが、哲学用語でもあり、マルティン・ハイデッガーの著書「存在と時間」においては「現存在」と翻訳されている。
DASEINのファンをザイナーと呼ぶ。Rickyの"リッキーダンス"に合わせて「ギャグ扇子（ぎゃぐせんす・白い羽扇子）」や「流離夢（さいりうむ・ペンライト）」を振るのが特徴。
DASEINのファンでコピーバンドという設定の、本人達によるBlack DASEINというバンドも存在する。

## 経歴
2001年1月1日、avex traxよりデビューシングル「夢つれづれ」にてメジャー・デビュー。
2004年1月7日の渋谷公会堂ライブをもって活動を終了。
結成10年目となる2010年4月10日、SHIBUYA-AXでの公演にて復活。これについてRickyは「理由は特にありません(笑) ただ、十年経った今も二人が音楽活動を続けられている事、そして相変わらず仲が良いという事、そしてDASEINがデビューして来年でちょうど10年目に突入するという事、それらの偶然が重なって復活という運びになったのだと思います。」、JOEは「Rickyの天性の歌声と、自分でしか奏でることのできないDASEIN!お互いの活動が確立してきた中、またなにか一緒にやりたいねっていう気持ちと言葉で今回の運びとなりました。またみんなの前にDASEINとして立てること、とにかく感謝です!ファンの皆さんと一緒に、今『ここにある』存在を感じたいと思っています!」と語った。
2017年3月18日、2002年リリースの『HYPER BEAT ЯOCK』以来となるオリジナル・フルアルバム『唯、此処に在る事が愛しくて』を、翌年4月14日には、同作品の全曲をBlack DASEINでリメイクした『唯、黒で在る事が愛しくて』もリリース。
2020年2月22日、サイキックラバーとの2MANライブを開催。同年5月25日、結成20周年記念楽曲「待宵影-マツヨイカゲ-」を配信リリース。
2021年1月1日、「泡沫なる夢幻」配信リリース。
2023年6月18日より、エイベックス在籍時代の全作品のサブスクリプションサービスを解禁。

## ディスコグラフィ

### DVD
1. 2001/10/24 『Soconial Tour 2001 2001．9．4 渋谷公会堂』
2. 2001/12/12 『現存在CLIPS』
3. 2003/04/23 『愛のために 夢のために』オリコン64位
4. 2003/12/31 『夢の灯－BEST CLIPS－』オリコン245位
5. 2010/05/10 『Coconial DASEIN 2010 〜十年の時を超えて今… 聞こえるかい 風の音〜』[18]
6. 2018/11/30 『Coconial DASEIN TOUR 2017［FEATURE≒FUTURE］ 〜今、此処に在る事が愛しくて〜』[19]

### 参加作品
| タイトル       | 発売日        | 参加楽曲              |
| -------------- | ------------- | --------------------- |
| V-ROCK Destiny | 2011年9月14日 | You'll Be in My Heart |

## タイアップ一覧
| 使用年 | 曲名                   | タイアップ                                                                   |
| ------ | ---------------------- | ---------------------------------------------------------------------------- |
| 2001年 | 夢つれづれ             | 日本テレビ系『AX MUSIC-FACTORY』AX POWER PLAY #013テーマソング               |
| 2001年 | 流離人～さすらいびと～ | 毎日放送・TBS系アニメ『ゾイド新世紀/ゼロ(スラッシュゼロ)』エンディングテーマ |
| 2001年 | 桜吹雪                 | 日本テレビ系『AX MUSIC-FACTORY』AX POWER PLAY #032テーマソング               |
| 2001年 | アイアイサ             | テレビ東京系『大調査!! なるほど日本人』エンディングテーマ                    |
| 2001年 | 秘密                   | テレビ東京系『ASAYAN』エンディングテーマ                                     |
| 2001年 | 激情                   | TBS系『ランク王国』2001年10・11月度オープニングテーマ                        |
| 2002年 | まぶしくて             | 東映配給アニメ映画『ONE PIECE 珍獣島のチョッパー王国』主題歌                 |
| 2002年 | 桜吹雪                 | OVA『遙かなる時空の中で-紫陽花ゆめ語り-』オープニングテーマ                  |
| 2002年 | 修羅                   | OVA『遙かなる時空の中で-紫陽花ゆめ語り-』エンディングテーマ                  |
| 2002年 | レジスタンス           | TBS系『闘魂筋肉 MUSCLE-ISM』エンディングテーマ                               |
| 2002年 | BREAK OFF!!            | テレビ東京系アニメ『キャプテン翼 (第3作)』エンディングテーマ                 |
| 2002年 | キ・ミ・ダ・ケ         | AT-Xアニメ『バロムワン』オープニングテーマ                                   |
| 2003年 | 上昇気流               | OVA『遙かなる時空の中で2-白き龍の神子-』オープニングテーマ                   |
| 2003年 | 修羅（HYPER BEAT MIX） | OVA『遙かなる時空の中で2-白き龍の神子-』エンディングテーマ                   |
| 2003年 | 走馬灯                 | テレビ東京系『GAME LOCKEY』エンディングテーマ                                |
| 2003年 | 走馬灯                 | テレビ東京系『音時間』2003年10月度オープニングテーマ                         |

## メディア出演

### テレビ番組
- 電リク! BEAT BOX!
- BEAT BOX!
- カヴァーしようよ！
- CDTV-neo

### ラジオ番組
- DASEINのオールナイトニッポンレコード（ニッポン放送系:土曜28:30～29:00）　2003年10月25日にて放送終了